# UCI ProSeries 2021
Navigation
Édition précédente Édition suivante
L'UCI ProSeries 2021 est la deuxième édition de l'UCI ProSeries, le deuxième niveau de compétition dans l'ordre d'importance du cyclisme sur route masculin après l'UCI World Tour. Cette division, gérée par  l'Union cycliste internationale, est composée de 50 compétitions organisées du 11 février au 17 octobre 2021 en Europe, aux Amériques et en Asie.

## Équipes
Les équipes qui peuvent participer aux différentes courses dépendent de leur licence.
| Catégorie                 | Équipes |
| ------------------------- | --- |
| 1.Pro (Course d'un jour)  | * UCI WorldTeam (max 70 %) * UCI ProTeam * Équipe continentale du pays * Équipe continentale étrangère (max 2) * Sélection nationale du pays organisateur |
| 2.Pro (Course par étapes) | * UCI WorldTeam (max 70 %) * UCI ProTeam * Équipe continentale du pays * Équipe continentale étrangère (max 2) * Sélection nationale du pays organisateur |

## Courses
En raison de la pandémie de Covid-19, cette édition comprend 45 courses dont 28 courses d'un jour (1.Pro) et 17 courses par étapes (2.Pro). Il y a 44 épreuves en Europe et 1 en Asie.
En novembre 2020, le Tour de Yorkshire, prévu du 29 avril au 2 mai, est annulé en raison de la pandémie de Covid-19. C'est la deuxième année consécutive (après 2020) que l'épreuve n'est pas organisée. Tout comme le Tour de Langkawi annulé pour les mêmes raisons, le Tour de San Juan et le Tour d'Oman.
Le Tour de l'Algarve et le Tour d'Andalousie sont reportés au mois de mai,.

## Calendrier des épreuves
| Date            | Course                                                  | Pays               | Classe | Vainqueur            | Équipe                   |
| --------------- | ------------------------------------------------------- | ------------------ | ------ | -------------------- | ------------------------ |
| 11-14 février   | Tour de La Provence                                     | France             | 2.Pro  | Iván Sosa            | Ineos Grenadiers         |
| 14 février      | Clásica de Almería                                      | Espagne            | 1.Pro  | Giacomo Nizzolo      | Qhubeka Assos            |
| 27 février      | Faun-Ardèche Classic                                    | France             | 1.Pro  | David Gaudu          | Groupama-FDJ             |
| 28 février      | Royal Bernard Drôme Classic                             | France             | 1.Pro  | Andrea Bagioli       | Deceuninck-Quick Step    |
| 28 février      | Kuurne-Bruxelles-Kuurne                                 | Belgique           | 1.Pro  | Mads Pedersen        | Trek-Segafredo           |
| 3 mars          | Trofeo Laigueglia                                       | Italie             | 1.Pro  | Bauke Mollema        | Trek-Segafredo           |
| 7 mars          | Grand Prix de l'industrie et de l'artisanat de Larciano | Italie             | 1.Pro  | Mauri Vansevenant    | Deceuninck-Quick Step    |
| 17 mars         | Danilith Nokere Koerse                                  | Belgique           | 1.Pro  | Ludovic Robeet       | Bingoal-WB               |
| 19 mars         | Bredene Koksijde Classic                                | Belgique           | 1.Pro  | Tim Merlier          | Alpecin-Fenix            |
| 3 avril         | Grand Prix Miguel Indurain                              | Espagne            | 1.Pro  | Alejandro Valverde   | Movistar Team            |
| 7 avril         | Grand Prix de l'Escaut                                  | Belgique           | 1.Pro  | Jasper Philipsen     | Alpecin-Fenix            |
| 11-18 avril     | Tour de Turquie                                         | Turquie            | 2.Pro  | José Manuel Díaz     | Delko                    |
| 14 avril        | Flèche brabançonne                                      | Belgique           | 1.Pro  | Tom Pidcock          | Ineos Grenadiers         |
| 14-18 avril     | Tour de la Communauté valencienne                       | Espagne            | 2.Pro  | Stefan Küng          | Groupama-FDJ             |
| 19-23 avril     | Tour des Alpes                                          | Italie et Autriche | 2.Pro  | Simon Yates          | BikeExchange             |
| 5-9 mai         | Tour de l'Algarve                                       | Portugal           | 2.Pro  | João Rodrigues       | W52-FC Porto             |
| 16 mai          | Tro Bro Leon                                            | France             | 1.Pro  | Connor Swift         | Arkéa-Samsic             |
| 18-22 mai       | Tour d'Andalousie                                       | Espagne            | 2.Pro  | Miguel Ángel López   | Movistar Team            |
| 27-30 mai       | Boucles de la Mayenne                                   | France             | 2.Pro  | Arnaud Démare        | Groupama-FDJ             |
| 5 juin          | À travers le Hageland                                   | Belgique           | 1.Pro  | Rasmus Tiller        | Uno-X Pro                |
| 9-13 juin       | Tour de Belgique                                        | Belgique           | 2.Pro  | Remco Evenepoel      | Deceuninck-Quick Step    |
| 9-13 juin       | Tour de Slovénie                                        | Slovénie           | 2.Pro  | Tadej Pogačar        | UAE Team Emirates        |
| 20-24 juillet   | Tour de Wallonie                                        | Belgique           | 2.Pro  | Quinn Simmons        | Trek-Segafredo           |
| 3-7 août        | Tour de Burgos                                          | Espagne            | 2.Pro  | Mikel Landa          | Bahrain Victorious       |
| 5-8 août        | Arctic Race of Norway                                   | Norvège            | 2.Pro  | Ben Hermans          | Israel Start-Up Nation   |
| 10-14 août      | Tour du Danemark                                        | Danemark           | 2.Pro  | Remco Evenepoel      | Deceuninck-Quick Step    |
| 19-22 août      | Tour de Norvège                                         | Norvège            | 2.Pro  | Ethan Hayter         | Ineos Grenadiers         |
| 26-29 août      | Tour d'Allemagne                                        | Allemagne          | 2.Pro  | Nils Politt          | Bora-Hansgrohe           |
| 28 août         | Brussels Cycling Classic                                | Belgique           | 1.Pro  | Remco Evenepoel      | Deceuninck-Quick Step    |
| 5-12 septembre  | Tour de Grande-Bretagne                                 | Royaume-Uni        | 2.Pro  | Wout van Aert        | Jumbo-Visma              |
| 12 septembre    | Grand Prix de Fourmies                                  | France             | 1.Pro  | Elia Viviani         | Cofidis                  |
| 14-18 septembre | Tour de Luxembourg                                      | Luxembourg         | 2.Pro  | João Almeida         | Deceuninck-Quick Step    |
| 15 septembre    | Grand Prix de Wallonie                                  | Belgique           | 1.Pro  | Christophe Laporte   | Cofidis                  |
| 16 septembre    | Coppa Sabatini                                          | Italie             | 1.Pro  | Michael Valgren      | EF Education-Nippo       |
| 18 septembre    | Primus Classic                                          | Belgique           | 1.Pro  | Florian Sénéchal     | Deceuninck-Quick Step    |
| 21 septembre    | Grand Prix de Denain                                    | France             | 1.Pro  | Jasper Philipsen     | Alpecin-Fenix            |
| 29 septembre    | Tour de l'Eurométropole                                 | Belgique           | 1.Pro  | Fabio Jakobsen       | Deceuninck-Quick Step    |
| 2 octobre       | Tour d'Émilie                                           | Italie             | 1.Pro  | Primož Roglič        | Jumbo-Visma              |
| 3 octobre       | Tour de Münster                                         | Allemagne          | 1.Pro  | Mark Cavendish       | Deceuninck-Quick Step    |
| 4 octobre       | Coppa Bernocchi                                         | Italie             | 1.Pro  | Remco Evenepoel      | Deceuninck-Quick Step    |
| 5 octobre       | Trois vallées varésines                                 | Italie             | 1.Pro  | Alessandro De Marchi | Israel Start-Up Nation   |
| 6 octobre       | Milan-Turin                                             | Italie             | 1.Pro  | Primož Roglič        | Jumbo-Visma              |
| 7 octobre       | Tour du Piémont                                         | Italie             | 1.Pro  | Matthew Walls        | Bora-Hansgrohe           |
| 10 octobre      | Paris-Tours                                             | France             | 1.Pro  | Arnaud Démare        | Groupama-FDJ             |
| 16 octobre      | Grand Prix du Morbihan                                  | France             | 1.Pro  | Arne Marit           | Sport Vlaanderen-Baloise |

### Courses annulées
| Date                  | Nom de l'épreuve          | Pays        | Cat   |
| --------------------- | ------------------------- | ----------- | ----- |
| 24-31 janvier         | Tour de San Juan          | Argentine   | 2.Pro |
| 30 janvier-6 février  | Tour de Langkawi          | Malaisie    | 2.Pro |
| 9-14 février          | Tour d'Oman               | Oman        | 2.Pro |
| 29 avril-2 mai        | Tour de Yorkshire         | Royaume-Uni | 2.Pro |
| 4-9 mai               | Quatre Jours de Dunkerque | France      | 2.Pro |
| 9-13 juin             | ZLM Tour                  | Pays-Bas    | 2.Pro |
| 26 juillet-1er août   | Tour de l'Utah            | États-Unis  | 2.Pro |
| 13 juin - 4 septembre | Tour d'Autriche           | Autriche    | 2.Pro |
| 5 septembre           | Maryland Cycling Classic  | États-Unis  | 1.Pro |
| 17 octobre            | Japan Cup                 | Japon       | 1.Pro |